# 科拉爾角
科拉爾角（英語：Corral Point），是南極洲的海岬，位於莫伊島西南端，屬於南奧克尼群島的一部分，在1933年由英國研究隊測量，現時由南極條約體系管理。